# Microrregión de Porto Alegre
La microrregión de Porto Alegre es una de las microrregiones del estado brasileño del Rio Grande do Sul perteneciente a la mesorregión Metropolitana de Porto Alegre. Su población fue estimada en 2005 por el IBGE en 3.717.842 habitantes y está dividida en 22 municipios. Posee un área total de 5.588,724 km².

## Municipios
- Alvorada
- Araricá
- Cachoeirinha
- Campo Bom
- Canoas
- Eldorado do Sul
- Estância Velha
- Esteio
- Glorinha
- Gravataí
- Guaíba
- Mariana Pimentel
- Nova Hartz
- Nova Santa Rita
- Novo Hamburgo
- Parobé
- Porto Alegre
- São Leopoldo
- Sapiranga
- Sapucaia do Sul
- Sertão Santana
- Viamão

- Datos: Q2571425